# 沃龙佐夫卡农村居民点
沃龙佐夫卡农村居民点（俄语：Воронцовское сельское поселение）是俄罗斯联邦沃罗涅日州巴甫洛夫斯克区所属的一个农村居民点。其下辖有2个居民点，行政中心为沃龙佐夫卡。据2016年统计，该农村居民点的人口为5273人。